# 女性器切除

国別被人口グラフ

女性器切除（じょせいきせつじょ、英語: Female Genital Mutilation, FGM；「女性性器切除」とも表記する）あるいは女子割礼（じょしかつれい、英語: Female Circumcision）とは、女性器のクリトリス切除を中心に、小陰唇を切除したり、大陰唇を縫合したりする行為である。アフリカを中心に行われる風習であり、通過儀礼のひとつである。
麻酔も無く行われることで死者も多発する。この風習では、どのパターンでも必ず性感帯であるクリトリスを切除するので、性行為に女性が快楽を感じることを悪とする考えの下で女性差別かつ児童虐待であると批判されている。なお、男性器の包皮切除を行う男子割礼と同等の儀礼であると捉える場合では「女子割礼」の語が主に使われる。

## 概要
歴史的に見て女性器切除は2,000年もの間、赤道沿いの広い地域のアフリカで行われてきた。現在ではアフリカの28カ国で、主に生後1週間から初潮前の少女に行われる。アフリカの人口増加に伴い、以前より多くの少女達が性器切除を施されている。
欧米においては、この慣習の存在する地域からの移民の間においても女性器切除が広く行われていることが昨今の調査で明らかになった。それに対して法的な規制を制定する国も増えてきている。

### 目的
- 大人の女性への通過儀礼。
- 女性の外性器を取り去り、性行為で女性が快楽を感じる性感を失わせることで、性感帯を失った女性は自発的に性行為をしなくなり、結婚まで純潔・処女性を保てると信じられている。アフリカの多くの地域で結婚の条件とされている。
- ソマリアでは「女性は二本の足の間に悪い物をつけて生まれた」と言われており、クリトリスと小陰唇切除、その後に大陰唇縫合で陰部封鎖させる。出典のtype3の右側参照[1]。

### 手術方法
- 一般に土地の伝統的助産婦によって、剃刀やナイフ、鋭い石などが使われ、母親や親族の女性に押さえ付けられて行われる。
- 不衛生な状況下でたいていは麻酔や鎮痛剤無しで行われることが多いが、エジプトなどでは医療関係者が行っていることが分かり問題となった。
- 止血に泥や灰などが用いられることもある。

### 名称
女子割礼、女性性器変質あるいは女性性器の切れ込み (Female Genital Cutting) 等、この風習を呼び表すために様々な言葉が用いられてきた。そんな中、1990年に開催されたインター・アフリカン・コミッティ（IAC）の総会において、今後は女性器切除（Female Genital Mutilation）という名称を用いることが決定された。これは、「割礼」という表現が女性器切除の本質である性器の切除という事実を正確に伝達するものではないばかりか、むしろ、その非人道性を曖昧にしてしまう点を改善しようとするものである。現在この“女性器切除”という呼称はEUやアフリカ連合等で正式に採用されている。

### 分布
アフリカにおける女性器切除の分布と比率
※↑末尾訳：全データは非常に不確実な推定に基づいている事に注意して下さい。
2011年世界における女性器切除の分布図

## 定義と分類

世界保健機関による解説図

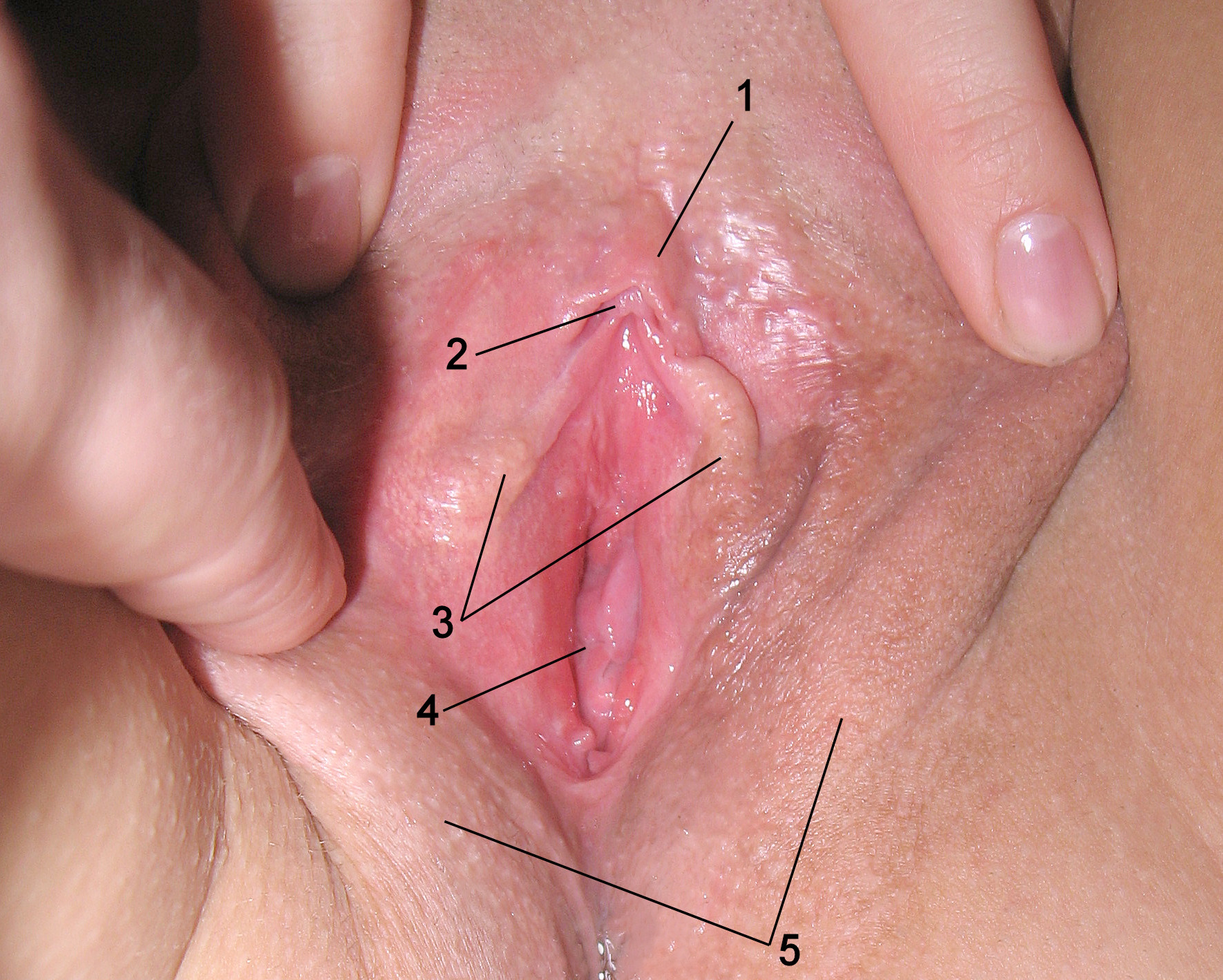
1＝陰核包皮 2＝陰核（クリトリス） 3＝小陰唇 4＝膣口 5＝大陰唇

国際会議などでは、世界保健機関（WHO）の定義を使うことで同意されている。
タイプ1：クリトリデクトミー（clitoridectomy）
クリトリスの一部または全部の切除。陰核包皮の切除を伴うこともある。スンナ式女子割礼。
タイプ2：エクシジョン (excision)
クリトリス切除と小陰唇の一部または全部の切除。大陰唇の切除を伴うこともある。地域によっては出産を楽にするためとしてさらに膣が切除されるが、実際には逆に困難にしてしまう可能性が高い。伝統的に成年に達した際の儀式として行われるが、最近では若年化が進み、もっと幼い少女に行われる。女性器切除を受ける少女のうち、タイプ1とタイプ2を合わせて約85%である。
タイプ3：陰部封鎖（infibulation）
外性器（クリトリス、小陰唇、大陰唇）の一部または全部の切除および膣の入り口の縫合による膣口の狭小化または封鎖。その際尿や月経血を出すための小さな穴を残し、少女の両脚をしっかり縛って数週間傷が治るまで固定する。主に4歳から8歳の少女に行われ、こちらも若年化が進んでおり、生後数日に行なわれた例もある。女性器切除を受ける少女のうち、約15%がこのタイプになる。ファラオリック割礼、ファラオ式女子割礼ともいう。
タイプ4：その他の施術（タイプ1-3に属さないもの）
その他、治療を目的とせず、文化的理由のもとに女性の生殖器官を意図的に傷つける行為のすべて。女性器を切除する、穴をあける、削る、焼却するなど。
- 1＝陰核包皮
2＝陰核（クリトリス）
3＝小陰唇
4＝膣口
5＝大陰唇

## 性器切除に伴う体への弊害
- 先述の施術方法で行われることが多いため、大量出血、施術中の激痛、回復まで続く痛み、様々な感染症などを引き起こす。また、手術中のショックで意識不明や死亡に至る場合もある。
- 後遺症としては排尿痛、失禁、性交時の激痛、性行為への恐怖、月経困難症、難産による死亡、HIV感染の危険性などが挙げられる。
- 痛みを恐れて排尿しなかったために逆に一回の排尿量が増えるため、尿が傷口を刺激し、さらに痛みを増すという。

## 国際的批判と各国の対策
- 国際社会において、特に1970年代頃から著しい女性虐待であるとして非難の声が強く上がっていた。対する当事国では、そうしたプレッシャーは自国の文化を否定するものとして、文化相対主義的論議が起こった。しかし昨今では国際的世論とアフリカ連合内からの廃絶の声とが手を取り合った動きが活発化し始めている。2003年7月11日にはモザンビークの首都マプトにおいて、女性器切除の含めたあらゆる性暴力、性差別を禁じ、男女同権を定めた、人及び人民の権利に関するアフリカ憲章に関するマプト議定書が採択された (2019年10月16日現在、アフリカ連合の55加盟国のうち、49ヶ国が議定書に署名し、42ヶ国が議定書を批准し寄託した) [4]。
- 最近の動向では、西アフリカの指導者や、ケニアでは性器切除を禁止しているものの、その後まったく実効が上がっていない。
- エジプトでは政府が罰則付きの違法行為としているほか、イスラム教などの宗教界も反対を表明しているが、闇での手術が行われている[5]。
- 女性器切除廃絶の国際運動を行っているワリス・ディリーが1999年発表したデータによると年間に200万人、日間に5500人近い少女が性器切除を受け、性器切除された女性は1億3000万人以上で、累計では13億人にも達すると推定している。
- 女性器切除廃止のための女性団体、La Palabre（ラ・パラーブル）が設立された。同団体の欧州メンバーとして性器切除、性的暴力や強制結婚を綴った自伝「切除されて」の著者であるキャディ・コイタがいる。
- 国連は、2015年9月に採択された2030年までに世界で実現すべきグローバル目標持続可能な開発目標2030アジェンダの17あるグローバル目標の中の一つとして性差別是正を掲げ、その中のターゲット5.3 において女性器切除を有害な慣行として撤廃することを謳っている。[6]
- スーダンでは、2020年5月暫定政府が、女性器切除を禁止した[7]。その後、7月に正式に違法とされ「刑法犯罪：最大で3年の懲役刑」となった。
- 2012年には国連が2月6日を「国際女性器切除根絶の日（International Day of Zero Tolerance for Female Genital Mutilation）」として制定した[8]。

## 事件
- アメリカでナイジェリアからの移住者の母親が、娘に自分で女性器切除を施して傷害罪で訴えられた。
- フランスに住むアフリカ系女性28人が、娘に女性器切除を施したとして禁錮2 - 5年の判決を受けた（1999年2月18日朝日新聞より）。
- アフリカでは女性器切除の影響で出産時の母子死亡率が極めて高い。